# Scautismo nella cultura di massa

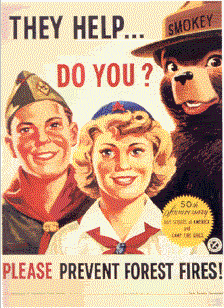
L'orso Smokey, mascotte del Corpo di rangers forestali dello Stato di New York, con un esploratore dei Boy Scouts of America ed una ragazza delle Camp Fire Girls per la celebrazione del 50º anniversario della loro fondazione avvenuta nel 1910.

Fin dalla sua fondazione, avvenuta nel 1907, lo scautismo è entrato a far parte di molti elementi della cultura popolare; dai film alle serie televisive, dai libri ai fumetti.

## Film
- Scouts to the Rescue (1909)[1], Regno Unito.
- Charley Smiler Joins the Boy Scouts (1911)[2], Regno Unito.
- Remise du drapeau aux boy-scouts au Cinquantenaire (1914)[3], Belgio.
- Boy Scouts Be Prepared (1917)[4], Stati Uniti d'America.
- The Little Boy Scout (1917)[5][6], Stati Uniti d'America.
- Drum Taps (film) (1933)[7], Stati Uniti d'America.
- The Gang Show (1937)[8], Regno Unito.
- Paperino e i boy scouts (1938)[9], Stati Uniti d'America.
- Joy Scouts (1939)[10], Stati Uniti d'America.
- Scouts to the Rescue (1939)[11], Stati Uniti d'America.
- Paperino ammiraglio (1939)[12], Stati Uniti d'America.
- I Love You Again (1940)[13], Stati Uniti d'America.
- Henry Aldrich, Boy Scout (1944)[14], Stati Uniti d'America.
- The Great Lover (1949)[15], Stati Uniti d'America.
- C'è posto per tutti (1952)[16], Stati Uniti d'America.
- Allegri esploratori (1953)[17], Stati Uniti d'America.
- Scoutmaster Magoo (1958)[18], Stati Uniti d'America.
- Attenti alle vedove (1959)[19], Stati Uniti d'America.
- I ragazzi di Camp Siddons (1966)[20], Stati Uniti d'America.
- Boy, Did I Get a Wrong Number! (1966)[21], Stati Uniti d'America.
- Destroy All Planets (Gamera vs. Viras) (1968), Giappone.
- Scout's Honor (1980)[22], Stati Uniti d'America.
- Scout toujours... (1985), Francia.
- Arrivederci ragazzi (1987)[23], Francia.
- The Wrong Guys (1988)[24], Stati Uniti d'America.
- Indiana Jones e l'ultima crociata (1989)[25], Stati Uniti d'America.
- In campeggio a Beverly Hills (1989)[26], Stati Uniti d'America.
- Edge of Honor (1991)[27], Stati Uniti d'America.
- Voglia di ricominciare (1993)[28], Stati Uniti d'America.
- Father and Scout (1994)[29], Stati Uniti d'America.
- Un furfante tra i boyscout (1995)[30], Stati Uniti d'America.
- Arlington Road - L'inganno (1999)[31], Stati Uniti d'America.
- Fuga dal Natale (2004)[32], Stati Uniti d'America.
- Without a Paddle (2004)[33], Stati Uniti d'America.
- 14 Hours (2005)[34], Stati Uniti d'America.
- Down and Derby (2005)[35], Stati Uniti d'America.
- Missione tata (2005)[36], Stati Uniti d'America.
- La leggenda del tesoro scomparso (2006)[37], Stati Uniti d'America.
- Scouts Honor - Badge to the Bone (2008)[38], Stati Uniti d'America.
- The Great Scout Adventure (2008)[39], Canada.
- Scout Camp (2009)[40], Stati Uniti d'America.
- Up (2009)[41], Stati Uniti d'America.
- Adventure Scouts (2010)[42], Stati Uniti d'America.
- Fratello scout (2010)[43], Stati Uniti d'America.
- Innocenti bugie (2010)[44], Stati Uniti d'America.
- Lucky Christmas (2011)[45], Stati Uniti d'America.
- The Last Eagle Scout (2012)[46], Stati Uniti d'America.
- Moonrise Kingdom - Una fuga d'amore (2012)[47], Stati Uniti d'America.
- Troop 491: The Adventures of the Muddy Lions (2013)[48], Stati Uniti d'America.
- Cub - Piccole prede (2014)[49], Belgio.
- Mystery of Ghost River (2014)[50], Canada.
- Manuale scout per l'apocalisse zombie (2015)[51], Stati Uniti d'America.
- Aquile randagie (2019) film storico italiano per la regia di Gianni Aureli sul gruppo scoutistico italiano che visse in clandestinità durante il fascismo.

## Serie televisive
- The Andy Griffith Show (1960–1968), Stati Uniti d'America.
- Are You Tougher Than a Boy Scout? (2013)[52], Stati Uniti d'America.
- Camp Lazlo (2005), Stati Uniti d'America.
- Full House (1987–1995), Stati Uniti d'America.
- Cuore senza età (1985–1992)[53], Stati Uniti d'America.
- iCarly (2007–2012), Stati Uniti d'America.
- It (1990), Stati Uniti d'America.
- I've Got A Secret (1959), Stati Uniti d'America.
- Jim'll Fix It (1980)[54], Regno Unito.
- Kim Possible (2002–2007), Stati Uniti d'America.
- MacGyver, Stati Uniti d'America.
- The Man Show, Stati Uniti d'America.
- La Grande B! (2008), Stati Uniti d'America.
- Mockingbird Lane (2012), Stati Uniti d'America.
- Phineas & Ferb (2007), Stati Uniti d'America.
- The Replacements - Agenzia sostituzioni (2006), Stati Uniti d'America.
- Squirrel Boy (2006), Stati Uniti d'America.
- Totally Spies!, Stati Uniti d'America.

## Documentari
- 759: Boy Scouts of Harlem (2009), Stati Uniti d'America.
- Emmer Bereet (2007), Lussemburgo.
- Ian Hislop's Scouting for Boys (2007), Regno Unito.
- Jamboree (1954), storia del Jamboree Nazionale del 1953 di Irvine, California[55]. Stati Uniti d'America.
- The Nuclear Boy Scout (2003)[56], Regno Unito.
- Our World: Scouting (2007), trenta minuti di documentario sul 21º Jamboree Mondiale. Regno Unito.
- Scouting for Adventure, documentario sulle attività dei Boy Scouts of America.
- Scout's Honor (2001)[57], Stati Uniti d'America.
- Scouts! The Rise of the World Scout Movement (1984), Canada.
- Troop 1500 (2005)[58], Stati Uniti d'America.
- When we were Scouts (2007), Regno Unito.
- Ian Hislop's Scouting for Boys (2007), documentario sul libro fondante lo scautismo: Scautismo per ragazzi. Regno Unito.
- Empire (2012), Regno Unito.

## Fumetti
- Calvin & Hobbes (il personaggio Calvin è presentato come lupetto)
- Garfield.
- Hamster Jovial et ses louveteaux, di Marcel Gotlieb.
- Peanuts[59].
- Totor, Patrol Leader of the Cockchafers, di Hergé.
- Walt Disney's Comics and Stories.
- Giovani Marmotte

## Musica
- "Be Prepared" (1953) di Tom Lehrer; satira dello scautismo.
- "Fergalicious" (2006) di Fergie; nel video musicale Fergie danza con un'uniforme provocatoria in stile scout.
- "Eagle Scout" (2000) di Steve Ossana.
- "I was a Boy Scout" (1980) di Gerry Rafferty.
- "I'm A Teenage Mutant Boy Scout" (2004) da uno spettacolo di Dennis Giacino[60].
- "Kicked Out Of The Webelos" (1984) dei The Queers.
- Scouting Along with Burl Ives, album commissionato dai Boy Scouts of America.
- Scouting for Girls (gruppo musicale).
- I Was a Cub Scout (gruppo musicale).
- Campfire Girls (gruppo musicale) in riferimento all'associazione scout Camp Fire Girls.
- "Born to be a Scout" (2009), pezzo creato per il film Scout Camp.

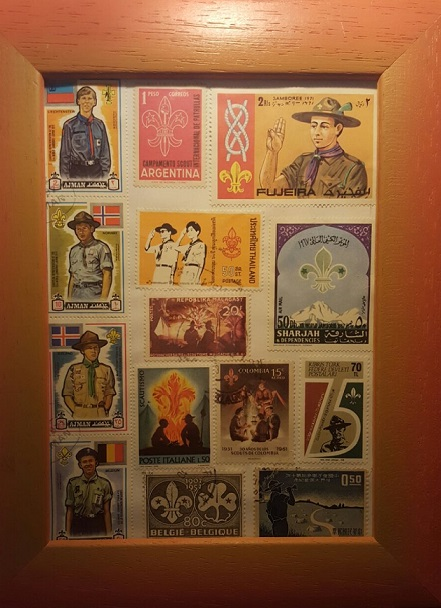
Una collezione di francobolli scout.

## Filatelia
Poco tempo dopo la nascita dello scautismo, avvenuta nel 1907 con il campo di Brownsea Island, in tutto il mondo i diversi stati in cui il movimento stava nascendo iniziarono ad emettere francobolli in suo onore.
Nel 1997 nacque l'associazione filatelica senza scopo di lucro Scouts on Stamps Society International (SOSSI), specializzata nella collezione di stampe inerenti allo scautismo.

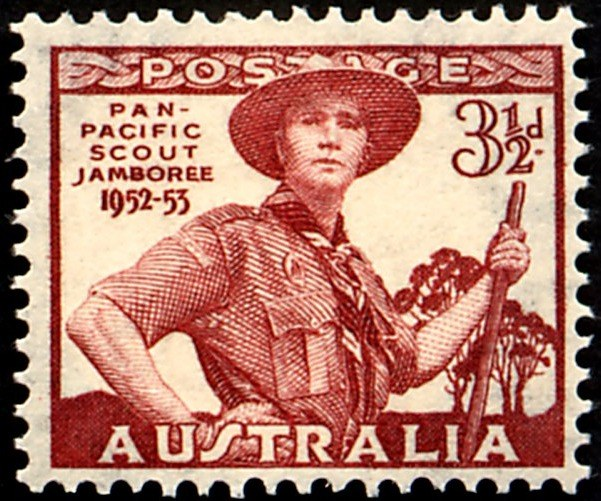
Un francobollo australiano dedicato al Jamboree nazionale del 1952 di Sydney.

## Videogiochi
- Moonlight Madness (1986, solo in Europa), per Sinclair ZX Spectrum[62].
- Scouts Guide to the Zombie Apocalypse (2015), per iOS, tratto dal film Manuale scout per l'apocalisse zombie[63]